# Rauðskinna
Il Rauðskinna (letteralmente Pelle Rossa), conosciuto anche come Libro del Potere, è un antico e leggendario grimorio di magia nera di origine islandese.

## Storia
Il grimorio venne composto tra il XV e il XVI secolo dal vescovo Gottskálk Nikulásson di Hólar (1469 - 1520) che intendeva con esso porre sotto il suo controllo Satana ed impossessarsi del suo sconfinato potere. Alla sua morte, il libro venne sepolto con lui, poiché non intendeva cedere a qualcuno questo immenso potere e tutt'oggi l'ubicazione del grimorio è sconosciuta.
Circa duecento anni dopo la morte di Nikulásson, lo stregone Loftur Þorsteinsson, intenzionato a perfezionare il più possibile i suoi incantesimi, si mise alla ricerca del Rauðskinna e, secondo le leggende, non si fece scrupoli ad evocare lo spirito del suo autore che, tuttavia, non lo ritenne degno di impugnarlo. 

## Contenuto
Secondo i racconti, il grimorio avrebbe avuto lo scopo di evocare Satana in modo da poterlo dominare e controllarne il potere. L'autore l'avrebbe scritto utilizzando lettere e rune dorate impresse su pergamena rossa, motivo per cui avrebbe ricevuto il nome "Rauðskinna". 
Poiché il libro è stato sepolto con il suo autore, è opinione comune che nasconda incredibili poteri segreti. 